# Бентам біловухий
Бентам (бантам) біловухий (Розекомб) - декоративна порода курей з Англії. Свою назву, в перекладі звучить як "трояндоподібний гребінець", порода отримала за характерний великий гребінь, за формою схожий на квітку троянди, яка непропорційно великий по відношенню до розмірів тулуба.
Це чистокровні бентамки, тож маленький розмір - єдиний, в якому вони представлені. Голова прикрашена великими, яскравими, білими вушними мочками. Повний хвіст високо посаджений. Існує безліч варіацій забарвлення, але найпоширеніші - чорна, біла, і блакитна.

## Історія
З'ясувати точне походження Роузкомбов є непростим завданням. Порода простежується в Англії XV століття, коли король Річард III, підкорений маленькими курочками з красивими гребенями, почав їх розводити. Саме з цього моменту популяція стала рости і незабаром поширилася на всіх континентах.

## Продуктивність

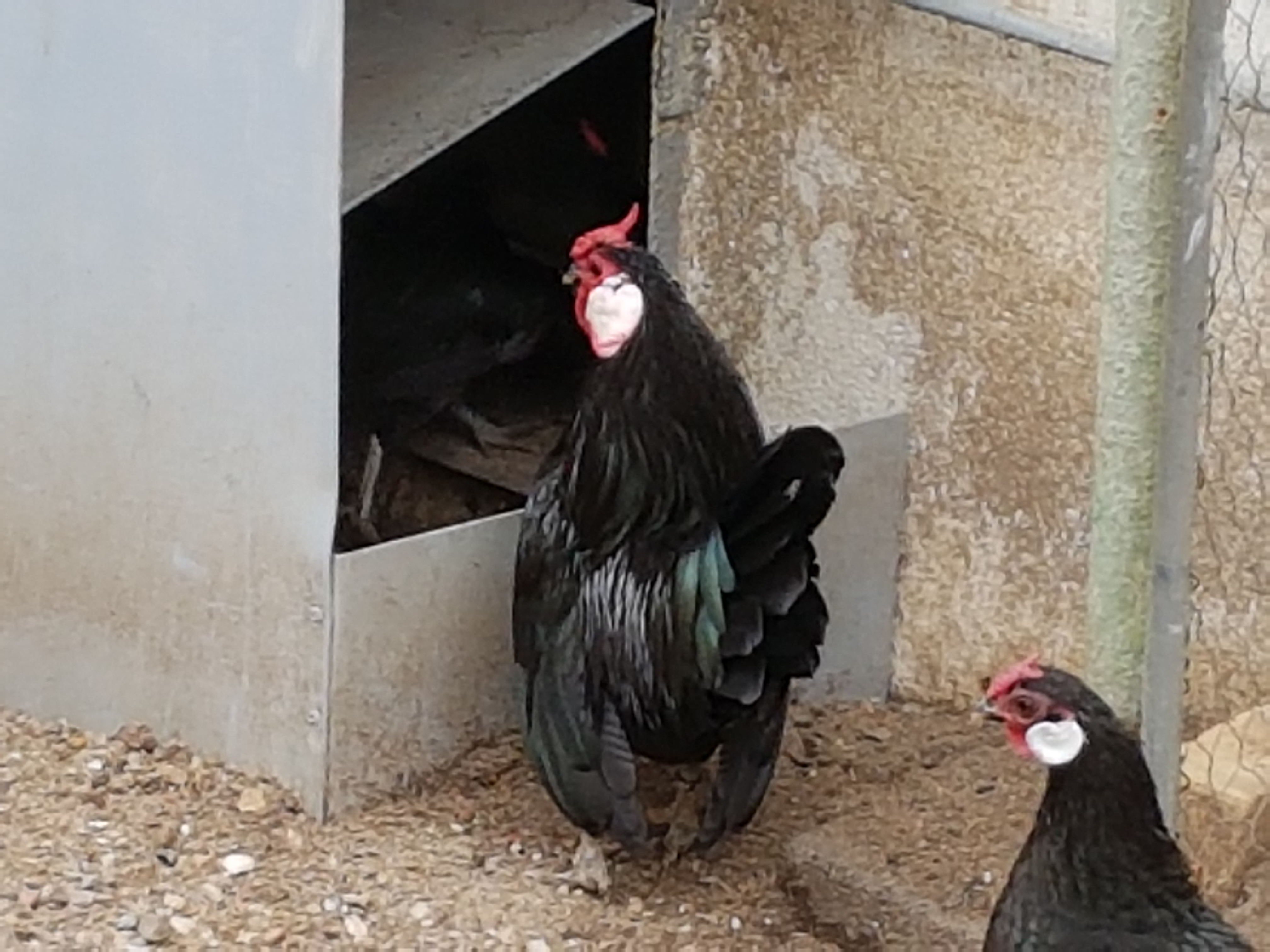

Маса півня і курочки - до 1,5 кг.
Яйценоскість - до 150 яєць на рік. 
Маса яйця - біля 40 грамів.
Починають нестись в 6-8 місяців.